# Vinh quang trong thù hận
Vinh quang trong thù hận (tiếng Hàn: 더 글로리; Romaja: Deo Geullori; tiếng Anh: The Glory) là một bộ phim truyền hình Hàn Quốc ra mắt vào năm 2022 do Kim Eun-sook viết kịch bản và Ahn Gil-ho làm đạo diễn, với sự tham gia diễn xuất của các diễn viên gồm Song Hye-kyo, Lee Do-hyun, Lim Ji-yeon, Yeom Hye-ran, Park Sung-hoon và Jung Sung-il.
Phần 1 được phát hành trên Netflix vào ngày 30 tháng 12 năm 2022, và phần 2 đã được lên lịch phát hành vào tháng 3 năm 2023.

## Nội dung
Một cựu nạn nhân của bạo lực học đường tìm cách trả thù những kẻ bắt nạt mình sau khi nhận công việc giáo viên chủ nhiệm tại trường tiểu học của con của kẻ bắt nạt.

## Dàn diễn viên

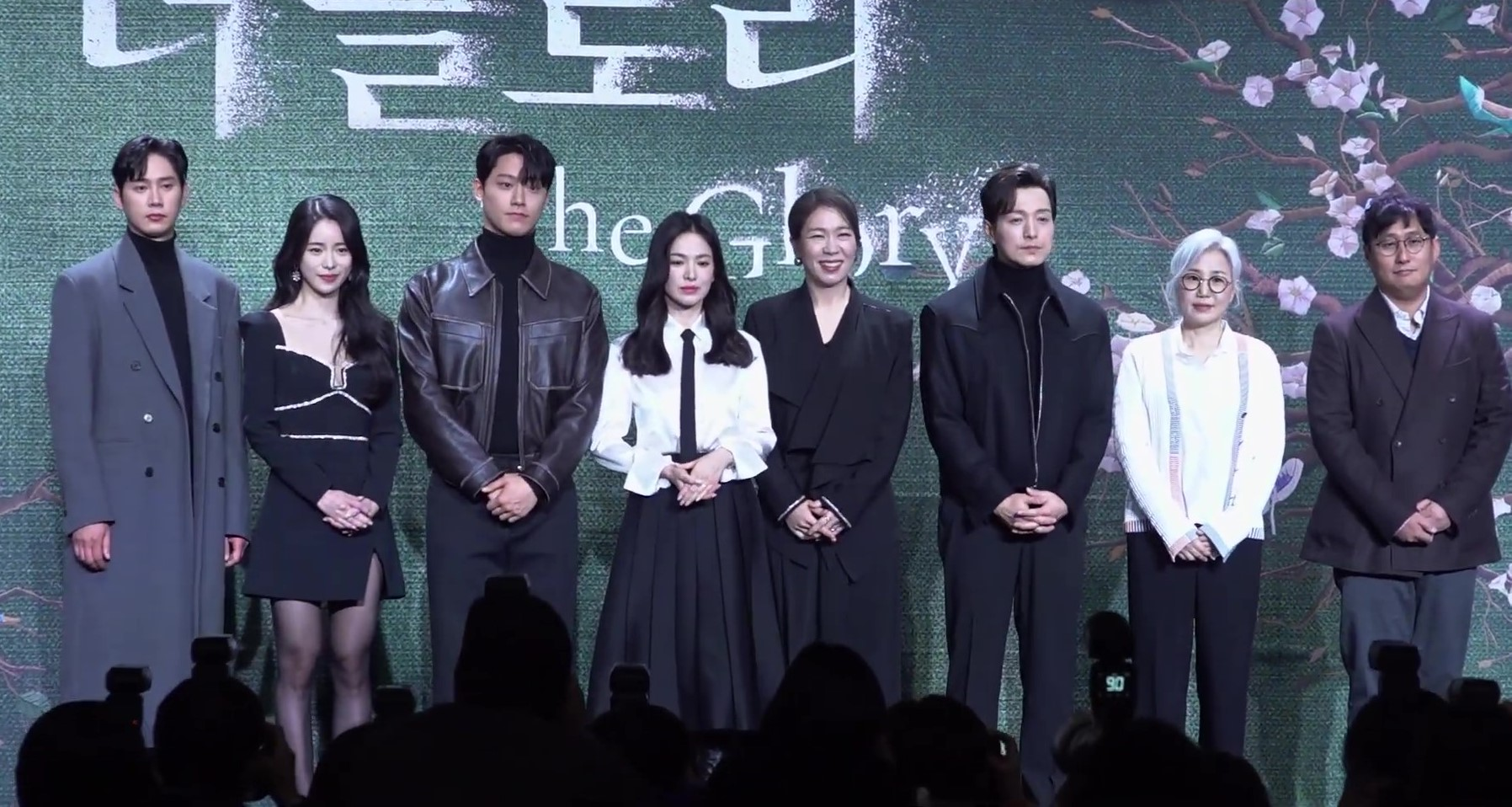
Dàn diễn viên, biên kịch và đạo diễn tại buổi họp báo tháng 12 năm 2022. Từ trái sang phải: Park Sung-hoon, Lim Ji-yeon, Lee Do-hyun, Song Hye-kyo, Yeom Hye-ran, Jung Sung-il, biên kịch Kim Eun-sook và đạo diễn Ahn Gil-ho.

### Diễn viên chính
- Song Hye-kyo vai Moon Dong-eun[1]
  - Jung Ji-so vai Moon Dong-eun lúc trẻ[7]

Giáo viên chủ nhiệm lớp 1-2 trường tiểu học Semyeong. Trong những ngày còn học trung học, cô ấy thường xuyên là mục tiêu bị bắt nạt và bạo lực học đường bởi Yeon-jin và nhóm của cô ấy. Cuối cùng, cô ấy đã bỏ học và bắt đầu một kế hoạch công phu để trả thù nhóm của Yeon-jin.
- Lee Do-hyun vai Joo Yeo-jeong[1]

Một bác sĩ phẫu thuật thẩm mỹ thực tập làm việc tại Bệnh viện Đa khoa Seoul Joo, nơi mẹ anh là Giám đốc. Anh ấy dạy Dong-eun chơi cờ vây.
- Lim Ji-yeon vai Park Yeon-jin[8]
  - Shin Ye-eun vai Park Yeon-jin lúc trẻ[9]

Một biên tập viên thời tiết của đài truyền hình HTN. Cô cầm đầu nhóm côn đồ chuyên bắt nạt và bạo hành Dong-eun khi còn học trung học.
- Yeom Hye-ran vai Kang Hyeon-nam[8]

Một người giúp việc làm việc tại nhà của chủ tịch Quỹ Semyeong. Cô cùng với con gái phải chịu đựng sự ngược đãi về thể xác của chồng mình. Cô ấy giúp Dong-eun trả thù sau này bằng cách trở thành thám tử của cô ấy, để đổi lấy việc giết chồng cô ấy.
- Park Sung-hoon vai Jeon Jae-joon[10]
  - Song Byeong-geun vai Jeon Jae-joon lúc trẻ[11]

Người thừa kế của một sân golf. Anh bị mù màu. Anh ta là một phần của nhóm liên tục lạm dụng Dong-eun.

### Diễn viên phụ
- Jung Sung-il vai Ha Do-yeong[8]

Chồng của Yeon-jin. Ông là Giám đốc điều hành của Jaepyeong Construction.
- Cha Joo-young vai Choi Hye-jeong[12]
  - Song Ji-woo vai Choi Hye-jeong lúc trẻ[11]

Một nữ tiếp viên hàng không. Cô ấy là một phần của nhóm thường xuyên bắt nạt Dong-eun, mặc dù cô ấy là người có tiếng nói thấp nhất trong nhóm.
- Kim Hi-eora vai Lee Sa-ra[13]
  - Bae Kang-hee vai Lee Sa-ra lúc trẻ[11]

Một thành viên của dàn hợp xướng của một nhà thờ nơi cha mục sư của cô hướng dẫn, thích vẽ những bức tranh trừu tượng trong một studio riêng và có thói quen hút thuốc. Cô ấy là một phần của nhóm liên tục bắt nạt Dong-eun.
- Kim Gun-woo vai Son Myeong-oh[14]
  - Seo Woo-hyuk young Son Myeong-oh[11]

Anh ta là thành viên của nhóm thường xuyên bắt nạt Dong-eun. Lớn lên, anh làm việc vặt cho Jae-joon.
- Oh Ji-yul vai Ha Ye-sol[15]

Con gái của Yeon-jin và Do-yeong, mặc dù cha ruột của cô là Jae-joon. Cô bị mù màu. Cô học lớp 1-2 trường tiểu học Semyeong.
- Ahn So-yo vai Kim Kyung-ran
  - Lee Seo-young vai Kim Kyung-ran lúc trẻ

Nhân viên hiện tại của một cửa hàng thời trang thuộc sở hữu của Jae-joon. Thời trung học, sau khi Dong-eun nghỉ học, cô trở thành mục tiêu tiếp theo bị nhóm của Yeon-jin bắt nạt liên tục.
- Park Ji-ah vai Jung Mi-hee[16]

Mẹ của Dong-eun.
- Choi Soo-in vai Lee Seon-ah[17]

Con gái của Hyun-nam, cùng với mẹ cô, phải chịu đựng sự lạm dụng thể xác của cha mình. Cô được dạy kèm bởi Dong-eun.
- Lee So-yi vai Yoon So-hee[18]

Trong những ngày học cấp ba, cô là mục tiêu thường xuyên bị bắt nạt và lạm dụng bởi nhóm của Yeon-jin trước khi Dong-eun trở thành mục tiêu tiếp theo.
- Lee Joong-ok vai Tae-wook[19]

Người yêu của Hye-jeong.
- Heo Dong-won vai Mr. Chu[20]

Một giáo viên ở trường tiểu học Semyeong.
- Kim Jung-young vai Park Sang-im[21]

Mẹ của Yeo-jeong, đồng thời là giám đốc Bệnh viện Đa khoa Seoul Joo.
- Jeon Soo-ah vai Ahn Jung-mi[22]

Một giáo viên sức khỏe và người lớn duy nhất hỗ trợ Dong-eun.
- Cho Min-wook vai Kim Jong-heon[23]

Tiền bối của Yeo-jeong.
- Park Yoon-hee vai Kim Jong-moon[24]

Giáo viên chủ nhiệm cũ của Dong-eun tại trường trung học Sunghan.
- Kang Gil-woo vai Kim Soo-han[24]

Tiền bối của Dong-eun và cũng là con trai của Jong-moon.

### Xuất hiện đặc biệt
- Hwang Kwang-hee vai người dẫn chương trình đài phát thanh HTN.
- Lee Moo-saeng vai Kang Yeong-cheon[25]

Một bệnh nhân là kẻ giết cha của Yeo-jeong.
- Lee Joong-ok as Tae-wook[26]

Người yêu của Hye-jeong.
- Kim Seung-hwa vai đàn em của Hye-jeong[27]

## Sản xuất

### Phát triển
Quá trình chuẩn bị cho loạt phim bắt đầu vào tháng 1 năm 2021. Hoàn toàn được sản xuất trước bởi Hwa&Dam Pictures và Công ty mẹ, đây là loạt phim gốc của Netflix. Người ta nói rằng bộ phim sẽ được sản xuất trong hai mùa, 8 tập mỗi mùa với tổng số 16 tập
Vào 20 tháng 12 năm 2022, đạo diễn đã thông báo trong buổi họp báo của bộ phim rằng Phần 2 sẽ được phát hành vào tháng 3 năm 2023.

### Casting
Vào tháng 7 năm 2022, Vinh quang trong thù hận xác nhận sản xuất với dàn diễn viên gồm Song Hye-kyo, Lee Do-hyun, Lim Ji-yeon, Yeom Hye-ran, Park Sung-hoon và Jung Sung-il.

## Đánh giá

### Đánh giá của khán giả
Hai ngày sau khi phát hành The Glory Part 1 vào ngày 30 tháng 12 năm 2022, nó xếp thứ 9 trên toàn cầu trong danh mục chương trình truyền hình của Netflix. Vào ngày thứ ba, nó đạt vị trí thứ năm trong các chương trình được xem nhiều nhất trên Netflix trên toàn thế giới. Hai ngày sau khi phát hành The Glory Part 2 vào ngày 10 tháng 3 năm 2023, nó đứng thứ hai trên toàn thế giới và trở thành top một trên toàn thế giới vào ngày thứ ba  Bộ phim ra mắt ở vị trí thứ ba trong Top 10 toàn cầu hàng tuần của Netflix trong chương trình truyền hình không phải tiếng Anh hạng mục cho tuần 26 tháng 12 – 1 tháng 1, với 25,41 triệu giờ xem và sau đó xếp hạng nhất trong cùng danh sách trong tuần tiếp theo, 2–8 tháng 1, tích lũy 82,48 triệu giờ xem.
Bộ phim hiện được xếp hạng trong số 10 phim truyền hình không phải tiếng Anh hay nhất mọi thời đại ở vị trí thứ 5 với 436,90 triệu giờ xem trong 28 ngày đầu tiên ra mắt.

### Đánh giá của chuyên gia
Viết cho Forbes, Joan MacDonald ca ngợi Song Hye-kyo vì "vai diễn Dong-eun đầy sắc thái" cũng như Jung Ji-so, người đóng vai Dong-eun tuổi teen, và viết "Vinh quang trong thù hận có một phần khá lớn các tình tiết bất ngờ, xoay chuyển câu chuyện từ gần như kinh dị đến kịch tính đến bí ẩn giết người." Lakshana N Palat trong bài đánh giá của anh ấy cho The Indian Express, đã ca ngợi kỹ xảo điện ảnh, âm nhạc và diễn xuất của Song Hye-kyo, nói rằng, "Đây là một trong những màn trình diễn hay nhất của cô ấy, nếu không muốn nói là hay nhất." Chris Vognar của San Francisco Chronicle gọi loạt phim là "bắt mắt về mặt hình ảnh", "được xây dựng cẩn thận" và "thú vị trong từng bước".
Jonathon Wilson đánh giá cho Ready Steady Cut cho 3,5 trên 5 sao và khen ngợi Song Hye-kyo, nói rằng: "Kịch bản yêu cầu cô ấy rất nhiều, và cô ấy đã thực hiện nó, có khả năng gánh vác các hành động của Phần 1 trên vai", nhưng đã viết rằng sự dày vò dã man của bạo lực học đường đã khiến bộ truyện trở thành "một bộ phim khó xem". Pierce Conran của South China Morning Post với 4 trên 5 điểm, đánh giá cao cốt truyện của nó

## Giải thưởng & đề cử
| Năm  | Tên lễ trao giải                | Hạng mục                         | Đề cử                       | Kết quả   | Chú thích. |
| ---- | ------------------------------- | -------------------------------- | --------------------------- | --------- | ---------- |
| 2023 | Giải thưởng nghệ thuật Baeksang | Phim truyền hình hay nhất        | The Glory                   | Đoạt giải | [ 42 ]     |
| 2023 | Giải thưởng nghệ thuật Baeksang | Nữ diễn viên chính xuất sắc nhất | Song Hye-kyo                | Đoạt giải | [ 42 ]     |
| 2023 | Giải thưởng nghệ thuật Baeksang | Nam diễn viên phụ xuất sắc nhất  | Park Sung-hoon              | Đề cử     | [ 42 ]     |
| 2023 | Giải thưởng nghệ thuật Baeksang | Nam diễn viên phụ xuất sắc nhất  | Yeom Hye-ran                | Đề cử     | [ 42 ]     |
| 2023 | Giải thưởng nghệ thuật Baeksang | Nam diễn viên phụ xuất sắc nhất  | Lim Ji-yeon                 | Đoạt giải | [ 42 ]     |
| 2023 | Giải thưởng nghệ thuật Baeksang | Nam diễn viên mới xuất sắc nhất  | Kim Gun-woo                 | Đề cử     | [ 42 ]     |
| 2023 | Giải thưởng nghệ thuật Baeksang | Nữ diễn viên mới xuất sắc nhất   | Kim Hieora                  | Đề cử     | [ 42 ]     |
| 2023 | Giải thưởng nghệ thuật Baeksang | Kịch bản hay nhất                | Kim Eun-sook                | Đề cử     | [ 42 ]     |
| 2023 | Giải thưởng nghệ thuật Baeksang | Giải kỹ thuật                    | Jang Jong-kyung (Quay phim) | Đề cử     | [ 42 ]     |